# 植田郵便局
植田郵便局（うえだゆうびんきょく）は、福島県いわき市にある郵便局。民営化前の分類では集配普通郵便局であった。

## 概要
住所：〒974-8799 福島県いわき市植田町本町1-6-8

## 沿革
- 1872年（明治5年）旧7月 - 植田郵便取扱所として開設[1]。
- 1875年（明治8年）1月1日 - 植田郵便局（五等）となる。
- 1885年（明治18年）11月1日 - 貯金取扱を開始。
- 1890年（明治23年）7月16日 - 為替取扱を開始。
- 1897年（明治30年）2月11日 - 植田郵便電信局となる。
- 1903年（明治36年）4月1日 - 通信官署官制の施行に伴い植田郵便局となる。
- 1962年（昭和37年）3月13日 - 電話交換および和文電報配達業務を勿来電報電話局に移管[2]。
- 1965年（昭和40年）6月21日 - 電話通話事務および和文電報受付事務を廃止。
- 1965年（昭和40年）11月14日 - 錦郵便局から集配業務を移管。
- 1966年（昭和41年）2月1日 - 特定郵便局から普通郵便局に局種別改定するとともに、勿来（なこそ）郵便局に改称[3]。
- 1966年（昭和41年）11月21日 - 再び、植田郵便局に改称[3]。
- 1986年（昭和61年）12月8日 - いわき市植田町中央一丁目から、同市植田町本町一丁目に局舎を新築、移転。
- 2000年（平成12年）8月14日 - 外国通貨の両替および旅行小切手の売買に関する業務取扱を開始。
- 2007年（平成19年）10月1日 - 民営化に伴い、併設された郵便事業植田支店に一部業務を移管。
- 2012年（平成24年）10月1日 - 日本郵便株式会社発足に伴い、郵便事業植田支店を植田郵便局に統合。
- 2025年（令和7年）3月3日 - 勿来郵便局から集配業務を移管。

## 取扱内容
- 郵便、印紙、ゆうパック、内容証明
- 貯金、為替、振替、振込、国際送金、国債、投資信託
- 生命保険、バイク自賠責保険、自動車保険
- ゆうちょ銀行ATM
- いわき市内の一部地域（〒974-xxxx、〒979-01xx）の集配業務
- ゆうゆう窓口

## 周辺
- いわき南警察署
- 国道6号
- 鮫川

## アクセス
- JR常磐線 植田駅から徒歩約9分
- 新常磐交通バス 植田本町停留所下車
- 常磐自動車道 いわき勿来ICから東へ約4.5km
- 駐車場あり：15台